# Saint Martin's University
La Saint Martin's University è un'università privata di indirizzo cattolico con sede a Lacey, nello stato americano di Washington.
Il Saint Martin's College fu fondato nel 1895 dai benedettini dell congregazione americana cassinese della Saint Martin's Abbey. Originalmente aperto ai soli studenti di sesso maschile, iniziò ad ammettere studentesse nel 1965. Fu elevata al rango di university nel 2005.